# Aittojärvi (sjö i Finland, Norra Österbotten, lat 65,42, long 26,70)
Aittojärvi är en sjö i Finland. Den ligger i kommunen Pudasjärvi i landskapet Norra Österbotten, i den centrala delen av landet, 600 km norr om huvudstaden Helsingfors. Aittojärvi ligger 107,3 meter över havet. Arean är 2,94 kvadratkilometer och strandlinjen är 14,65 kilometer lång. Sjön  ingår i Ijo älvs huvudavrinningsområde. 